# Sarina Wiegman
Sarina Petronella Wiegman (ur. 26 października 1969 w Hadze) – holenderska piłkarka grająca na pozycji środkowej pomocniczki, potem obrończyni, reprezentantka kraju, trenerka.

## Kariera piłkarska

### Kariera juniorska
Sarina Wiegman urodziła się w Hadze i już w młodym wieku zaczęła grać w piłkę nożną na ulicy. W 1975 roku dołączyła do klubu GSC ESDO z siedzibą w Wassenaar, w którym grała z chłopcami. Następnie dołączyła do HSV Celebritas, gdzie mogła grać w kobiecej drużynie.

### Kariera profesjonalna
Wiegman w 1987 roku została zawodniczką KFC '71, z którym w tym samym roku zdobyła Puchar Holandii. W klubie grała do 1988 roku.
W tym samym roku podczas Turnieju Zaproszenia Kobiet 1988 w Chinach poznała ówczesnego selekcjonera reprezentacji Stanów Zjednoczonych, Ansona Dorrance'a, który wkrótce zaprosił Wiegman na studia na Uniwersytecie Karoliny Północnej w Chapel Hill, gdzie w 1989 roku grała w kobiecej drużynie North Carolina Tar Heels z takimi zawodniczkami, jak m.in.: Mia Hamm, Kristine Lilly, Carla Overbeck, z którymi zdobyła mistrzostwo NCAA po wygranej w finale 2:0 z uniwersytecką drużyną Colorado College, Colorado College Tigers, rozegranym na Method Road Soccer Stadium w Raleigh w stanie Karolina Północna. Po powrocie do Holandii opisała jakość amerykańskiej piłki nożnej jako na „najwyższym poziomie”, co stanowiło wyraźną przepaść z kobiecą piłką nożną w Holandii, gdyż wszystkie zawodniczki dodatkowo musiały pracować (Wiegman do końca kariery piłkarskiej była nauczycielką WF-u).
W 1994 roku została zawodniczką Ter Leede, z którym dwukrotnie zdobyła mistrzostwo Holandii (2001, 2003) oraz Puchar Holandii 2001. Po sezonie 2002/2003 zakończyła karierę piłkarską z powodu drugiej ciąży.

## Kariera reprezentacyjna
Sarina Wiegman w latach 1987–2001 w reprezentacji Holandii, w której była wieloletnim kapitanem, rozegrała 104 mecze, w których zdobyła 3 gole.
Pierwszy raz powołanie do reprezentacji Holandii dostała w 1986 roku, jednak debiut w niej zaliczyła 23 maja 1987 roku z reprezentacją Norwegii pod wodzą selekcjonera Dicka Advocaata, dla którego to był jedyny mecz w roli trenera kobiecej drużyny Pomarańczowych.
W 1988 roku grała na Turnieju Zaproszenia Kobiet 1988 w Chinach, w którym dotarła do ćwierćfinału, w którym 8 czerwca 1988 roku na New Plaza Stadium w Foshan drużyna Pomarańczowych przegrała 2:1 z reprezentacją Brazylii.
9 kwietnia 2001 roku na Sportpark De Pas w Elst w zremisowanym 1:1 meczu eliminacyjnym mistrzostw Europy 2001 z reprezentacją Danii zaliczyła swój 100. mecz w drużynie Pomarańczowych, za co 11 kwietnia 2001 roku została uhonorowana tarczą przyznaną przez ówczesnego selekcjonera męskiej reprezentacji Holandii, Louisa van Gaala, który powiedział:

Mam duży szacunek dla Sariny. Dla mężczyzn wszystko jest zaaranżowane. Tutaj jest to znacznie trudniejsze.

Swój ostatni mecz w drużynie Pomarańczowych rozegrała 14 czerwca 2001 roku na Stadionie Na Bašte w Lázně Bohdaneč w przegranym 2:0 meczu eliminacyjnym mistrzostw Europy 2001 z reprezentacją Czech. Później ujawniono, że 5 meczów Wiegman w drużynie Pomarańczowych były z reprezentacjami niezrzeszonymi z FIFA, w związku z czym oficjalny bilans Wiegman w drużynie Pomarańczowych wynosi 99 meczów i 3 gole.

## Kariera trenerska

### Wczesna kariera
Sarina Wiegman po zakończeniu kariery piłkarskiej rozpoczęła karierę trenerską. 24 stycznia 2006 roku została trenerką Ter Leede, z którym w sezonie 2006/2007 zdobyła krajowy dublet: mistrzostwo i Puchar Holandii. Następnie w latach 2007–2014 trenowała ADO Den Haag, a kilka miesięcy wcześniej, 20 marca 2007 roku utworzono kobiece Eredivisie. Zdobyła mistrzostwo (2012) oraz dwukrotnie Puchar Holandii (2012, 2013). W 2012 roku otrzymała KNVB Bondsridder.

### Reprezentacja Holandii
1 sierpnia 2014 roku została asystentką Rogera Reijnersa w reprezentacji Holandii oraz koordynatorem w reprezentacji Holandii U-19.
27 marca 2015 roku poinformowano o udziale Wiegman w organizowanym przez KNVB (Holenderski Związek Piłki Nożnej) kursie trenerskim, w którym wkrótce jako trzecia kobieta w Holandii: po Verze Pauw oraz Hesterine de Reus, uzyskała licencję trenerską. 2 lipca 2015 roku rozpoczęła staż w Sparcie Rotterdam.
1 sierpnia 2015 roku, po odwołaniu Rogera Reijnersa ze stanowiska selekcjonera drużyny Pomarańczowych została jego tymczasowym następcą. 1 października 2015 roku została asystentką nowego selekcjonera drużyny Pomarańczowych, Arjana van der Laana.
31 lipca 2016 roku, po ukończeniu kursu trenerskiego organizowanego przez KNVB i rocznym stażu w Sparcie Rotterdam otrzymała licencję trenerską UEFA Pro. W wywiadzie dla KNVB wyraziła swoją nadzieję na wyrównanie poziomu kobiecej piłki nożnej do męskiej piłki nożnej.
3 października 2016 roku została asystentką trenera Ole Tobiasena w występującej w sezonie 2016/2017 w Tweede Divisie Jong Sparcie Rotterdam, łącząc pracę asystentki selekcjonera drużyny Pomarańczowych, zostając tym samym pierwszą kobietą w holenderskiej profesjonalnej organizacji piłkarskiej.
23 grudnia 2016 roku, po zwolnieniu Arjana van der Laana ponownie została tymczasową, a od 13 stycznia 2017 roku nową selekcjonerką drużyny Pomarańczowych, a jej asystentem został Foppe de Haan.
Pół roku później drużyna Pomarańczowych wystartowała w mistrzostwach Europy 2017, których była gospodarzem. Jednak morale przed rozpoczęciem turnieju były niskie, gdyż drużyna Pomarańczowych przegrała 4 z 5 meczów towarzyskim, a Wiegman pracowała nad poprawą pewności siebie zawodniczek oraz zmianą stylu gry na bardziej ofensywny. Drużyna Pomarańczowych niespodziewanie triumfowała w turnieju, po wygranej w finale 4:2 z reprezentacją Danii, rozegranym 6 sierpnia 2017 roku na De Grolsch Veste w Enschede, dodatkowo otrzymała pochwały za atrakcyjny styl gry. Triumf w turnieju oznaczał pierwszy wielki sukces w kobiecej piłce nożnej, a Wiegman została drugim holenderskim trenerem, który triumfował z drużyną narodową w wielkim turnieju (po Rinusie Michelsie, który doprowadził męską reprezentację Holandii do triumfu w mistrzostwach Europy 1988). Wiegman za triumf w turnieju otrzymała wiele wyróżnień: 23 października 2017 roku Wiegman otrzymała nagrodę dla Najlepszego Trenera Kobiet FIFA 2017, wyprzedzając selekcjonera reprezentacji Danii Nilsa Nielsena oraz trenera Olympique Lyon Gérarda Prêcheura (ponownie otrzymała te wyróżnienie w 2020 roku), natomiast 25 października 2017 roku wraz z zawodnikczkami została odznaczona Rycerzem Krzyża Wielkiego Orderu Oranje-Nassau.
Na mistrzostwach świata 2019 we Francji drużyna Pomarańczowych pod wodzą Wiegman dotarła do finału, w którym 7 lipca 2019 roku na Parc OL w Décines-Charpieu przegrała 2:0 z reprezentacją Stanów Zjednoczonych, zdobywając tym samym wicemistrzostwo świata, dzięki czemu ponownie otrzymała pochwały za styl gry oraz po raz pierwszy w historii zakwalifikowała się do turnieju olimpijskiego (turniej olimpijski 2020 w Tokio w związku z pandemią COVID-19 odbył się w 2021 roku). 9 lipca 2019 roku ogłoszono o dodaniu podobizny Wiegman do ogrodu posągów KNVB za wkład w kobiecą piłkę nożną, zostając tym samym pierwszą kobietą z tym zaszczytem.
W 2020 roku została wybraną Najlepszym Trenerem Kobiecej Reprezentacji według IFFHS.
Na turnieju olimpijskim 2020 w Tokio drużyna Pomarańczowych dotarła do ćwierćfinału, w którym 30 lipca 2021 roku na International Stadium Yokohama w Jokohamie przegrała po serii rzutów karnych 4:2 (2:2 po dogrywce) z reprezentacją Stanów Zjednoczonych, po czym Wiegman została zwolniona z funkcji selekcjonera drużyny Pomarańczowych.

### Reprezentacja Anglii
W sierpniu 2020 roku The FA (Angielski Związek Piłki Nożnej) poinformowała o podpisaniu z Wiegman czteroletniego kontraktu z związku przejęciem przez nią od września 2021 roku funkcji selekcjonerki reprezentacji Anglii, zastępując tym samym na tym stanowisku Phila Neville'a. Jednak Wiegman postanowiła zostać w reprezentacji Holandii, jednak po turnieju olimpijskim 2020 w Tokio została zwolniona, po czym ostatecznie przejęła funkcję selekcjonera drużyny Lwic, będąc tym samym pierwszą osobą spoza Wielkiej Brytanii pełniącą tę funkcję. Po rezygnacji Phila Neville'a przed końcem kontraktu, w styczniu 2021 roku tymczasowym selekcjonerem drużyny Lwic, do czasu przejęcia funkcji przez Wiegman została Norweżka Hege Riise.
Pierwszy mecz Wiegman w roli selekcjonerki reprezentacji Anglii miał miejsce 17 września 2021 roku na St Mary’s Stadium w Southampton i zakończył się on wygraną 8:0 z reprezentacją Macedonii Północnej w meczu eliminacyjnym mistrzostw świata 2023.
30 listopada 2021 roku na Keepmoat Stadium w Doncaster reprezentacja Anglii wygrała w meczu eliminacyjnym mistrzostw świata 2023 wygrała 20:0 z reprezentacją Łotwy, ustanawiając tym samym rekord względem najwyższego zwycięstwa (porzedni rekord to 13:0 z reprezentacją Węgier w 2005 roku) oraz utrzymując przy tym serię 100% wygranych meczów, przy stosunku goli 53:0 w pierwszych 6 meczach.
W 2022 roku reprezentacji Anglii triumfowała najpierw w Arnold Clark Cup, potem w mistrzostwach Europy 2022 (była także gospodarzem turnieju), po wygranej 31 lipca 2022 roku w finale na Stadionie Wembley w Londynie 2:1 po dogrywce z reprezentacją Niemiec, dzięki czemu została czwartym trenerem w historii turnieju, który obronił tytuł oraz pierwszym trenerem, który wygrał turniej z dwiema różnymi reprezentacjami (poprzednio z reprezentacją Holandii na mistrzostwach Europy 2017), a także 25 sierpnia 2022 roku za ten triumf zdobyła nagrodę Trenera Roku Kobiet UEFA w sezonie 2021/2022. Tym samym Anglia jest pierwszym krajem, który triumfował w międzynarodowych rozgrywkach obu płci (męska reprezentacja Anglii wygrała mistrzostwa świata 1966).

## Sukcesy

### Zawodnicze
KFC '71
- Puchar Holandii: 1987

North Carolina Tar Heels
- Mistrzostwo NCAA: 1989

Ter Leede
- Mistrzostwo Holandii: 2001, 2003
- Puchar Holandii: 2001

### Trenerskie
Ter Leede
- Mistrzostwo Holandii: 2007
- Puchar Holandii: 2007

ADO Den Haag
- Mistrzostwo Holandii: 2012
- Puchar Holandii: 2012, 2013

Reprezentacja Holandii
- Wicemistrzostwo świata: 2019
- Mistrzostwo Europy: 2017

Reprezentacja Anglii
- Mistrzostwo Europy: 2022
- Arnold Clark Cup: 2022

### Indywidualne
- KNVB Bondsridder: 2012
- Najlepszy Trener Kobiet FIFA: 2017, 2020
- Najlepszy Trener Kobiecej Reprezentacji według IFFHS: 2020
- Trener Roku Kobiet UEFA: 2022

### Odznaczenia
- Rycerz Krzyża Wielkiego Orderu Oranje-Nassau: 2017

## Życie prywatne
Sarina Wiegman ma męża Martena Glotzbacha, z którym ma dwie córki: Lauren i Sachę.